# 683 Lanzia
Lanzia (asteróide 683) é um asteróide da cintura principal com um diâmetro de 83,04 quilómetros, a 2,9611344 UA. Possui uma excentricidade de 0,0497216 e um período orbital de 2 009,13 dias (5,5 anos).
Lanzia tem uma velocidade orbital média de 16,87287637 km/s e uma inclinação de 18,52899º.
Esse asteróide foi descoberto em 23 de Julho de 1909 por Max Wolf.